# Награди „Оскар“ (32-ра церемония)
Тридесет и втората церемония по връчване на филмовите награди „Оскар“ се провежда на 4 април 1960 година. На нея се връчват призове за най-добри постижения във филмовото изкуство за предходната 1959 година. Вече традиционно, представлението за пореден път е проведено в театъра на импресариото Александър Пантаджес - „РКО Пантаджес“ в Лос Анджелис. Водещ на събитието е шоуменът Боб Хоуп.
Големият победител на вечерта е мащабната продукция „Бен-Хур“ на режисьора Уилям Уайлър с 12 номинации в различните категории, печелейки 11 от тях. С това, филмът подобрява миналогодишното постижение на „Джиджи“, който отнася 9 статуетки. Постижението на „Бен-Хур“ ще остане недостигнато за повече от три десетилетия. Сред останалите основни заглавия са „Дневникът на Ани Франк“ на Джордж Стивънс, „Историята на една монахиня“ на Фред Зинеман, „Анатомия на едно убийство“ на Ото Преминджър и хита „Някои го предпочитат горещо“ на Били Уайлдър.
Абсолютният рекордьор по номинации в категорията за най-добър режисьор Уилям Уайлър, печели третия си персонален „Оскар“ при единадесетата си номинация.
Почетен „Оскар“ за уникалния си талант довел до създаването на множество безсмъртни произведения е връчен на големия изпълнител от нямото кино Бъстър Кийтън, шест години преди кончината му през 1966 година.

## Филми с множество номинации и награди
| Долуизброените филми получават повече от 2 номинации в различните категории за настоящата церемония: - 12 номинации: „Бен-Хур“ - 8 номинации: „Дневникът на Ани Франк“, „Историята на една монахиня“ - 7 номинации: „Анатомия на едно убийство“ - 6 номинации: „Някои го предпочитат горещо“ - 5 номинации: „Интимен разговор“, „Път към висшето общество“ - 4 номинации: „Пет монети пени“, „Порги и Бес“ - 3 номинации: „Големият рибар“, „Кариера“, „Пътешествие до центъра на Земята“, „Север-северозапад“, „Внезапно, миналото лято“, „Младите филаделфийци“ | Долуизброените филми получават повече от 1 награда „Оскар“ на настоящата церемония:. - 11 статуетки: „Бен-Хур“ - 3 статуетки: „Дневникът на Ани Франк“ - 2 статуетки: „Път към висшето общество“ |

## Номинации и награди
Долната таблица показва номинациите за наградите в основните категории. Победителите са изписани на първо място с удебелен шрифт.
| Най-добър филм | Най-добър режисьор |
| --- | --- |
| - Бен-Хур - Анатомия на едно убийство - Път към висшето общество - Дневникът на Ани Франк - Историята на една монахиня | - Уилям Уайлър – Бен-Хур - Джак Клейтън – Път към висшето общество - Били Уайлдър – Някои го предпочитат горещо - Джордж Стивънс – Дневникът на Ани Франк - Фред Зинеман – Историята на една монахиня                      |
| Най-добра мъжка роля | Най-добра женска роля |
| - Чарлтън Хестън – Бен-Хур - Джеймс Стюарт – Анатомия на едно убийство - Лорънс Харви – Път към висшето общество - Джак Лемън – Някои го предпочитат горещо - Пол Муни – Последният ядосан мъж                                                                                    | - Симон Синьоре – Път към висшето общество - Дорис Дей – Интимен разговор - Катрин Хепбърн – Внезапно, миналото лято - Елизабет Тейлър – Внезапно, миналото лято - Одри Хепбърн – Историята на една монахиня               |
| Най-добра поддържаща мъжка роля | Най-добра поддържаща женска роля |
| - Хю Грифит – Бен-Хур - Артър О'Конъл – Анатомия на едно убийство - Джордж Скот – Анатомия на едно убийство - Ед Уин – Дневникът на Ани Франк - Робърт Вон – Младите филаделфийци                                                                                                 | - Шели Уинтърс – Дневникът на Ани Франк - Хърмаяни Бадли – Път към висшето общество - Сюзън Конър – Подобие на живот - Хуанита Мур – Подобие на живот - Телма Ритър – Интимен разговор                                     |
| Най-добър оригинален сценарий | Най-добър адаптиран сценарий |
| - Интимен разговор – Ръсел Раус, Кларънс Грийн, Станли Шапиро и Морис Ричлин - Север-северозапад – Ърнст Лемън - 400-те удара – Франсоа Трюфо и Марсел Моси - Операция „Фуста“ – Пол Кинг, Джоузеф Стоун, Станли Шапиро и Морис Ричлин - Поляната с дивите ягоди – Ингмар Бергман | - Път към висшето общество – Нийл Патерсън - Анатомия на едно убийство – Уендъл Мейс - Бен-Хур – Карл Тънберг - Някои го предпочитат горещо – Били Уайлдър и И.А.Л. Даймънд - Историята на една монахиня – Робърт Андерсън |
| Най-добър чуждоезичен филм | |
| - Черният Орфей (Франция) - Мостът (Германия) - Селото на реката (Холандия) - Голямата война (Италия) - Лапа (Дания) | |

## Почетни награди
- Бъстър Кийтън
- Лий Де Форест